# Monumento a Vicente Guerrero
El Monumento a Vicente Guerrero es una escultura ubicada en la Ciudad de México dedicado al héroe de la independencia y expresidente de México. 

## Historia y descripción
La escultura fue instalada en la Plaza de San Fernando de la Ciudad de México, en 1870. La instalación sigue a la derrota de los conservadores mexicanos y al restablecimiento de la república bajo control liberal. La escultura de bronce fue creada a partir del modelo en yeso del escultor mexicano Miguel Noreña (1839-1894), quien es mejor conocido por su obra, el Monumento a Cuauhtémoc, el último emperador azteca.